# مصطفی سالیفو
مصطفی سالیفو (انگلیسی: Moustapha Salifou؛ زادهٔ ۱ ژوئن ۱۹۸۳) یک بازیکن فوتبال اهل توگو است.
وی همچنین در تیم ملی فوتبال توگو بازی کرده‌است.